# Xenanthura brevitelson
Xenanthura brevitelson är en kräftdjursart som beskrevs av Barnard 1925. Xenanthura brevitelson ingår i släktet Xenanthura och familjen Hyssuridae.
Artens utbredningsområde är Mexikanska golfen. Inga underarter finns listade i Catalogue of Life.